# F-16 Block 20

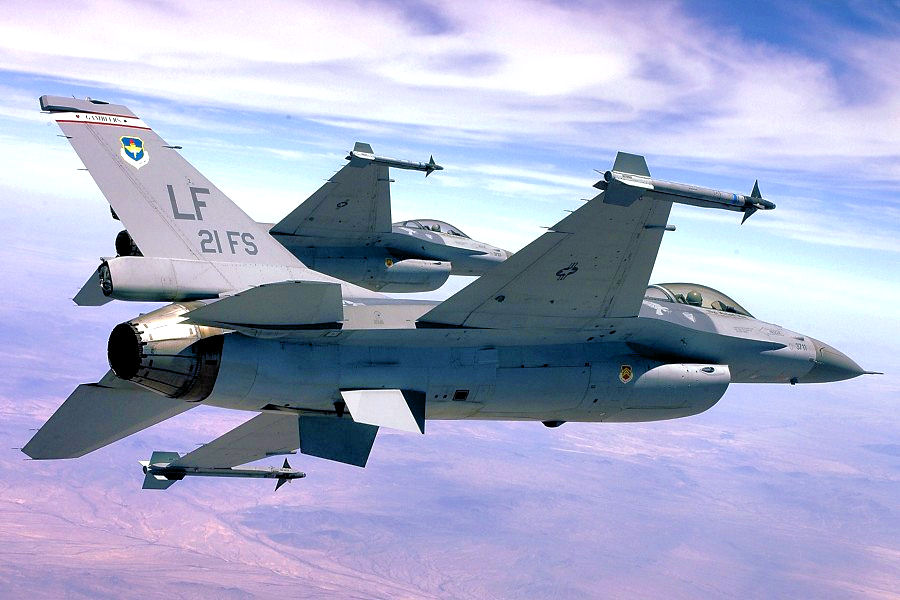
兩架在美國訓練的中華民國空軍F-16A，隸屬第21戰鬥機中隊，於亞利桑那州路克空軍基地，編號6610（93-0711）

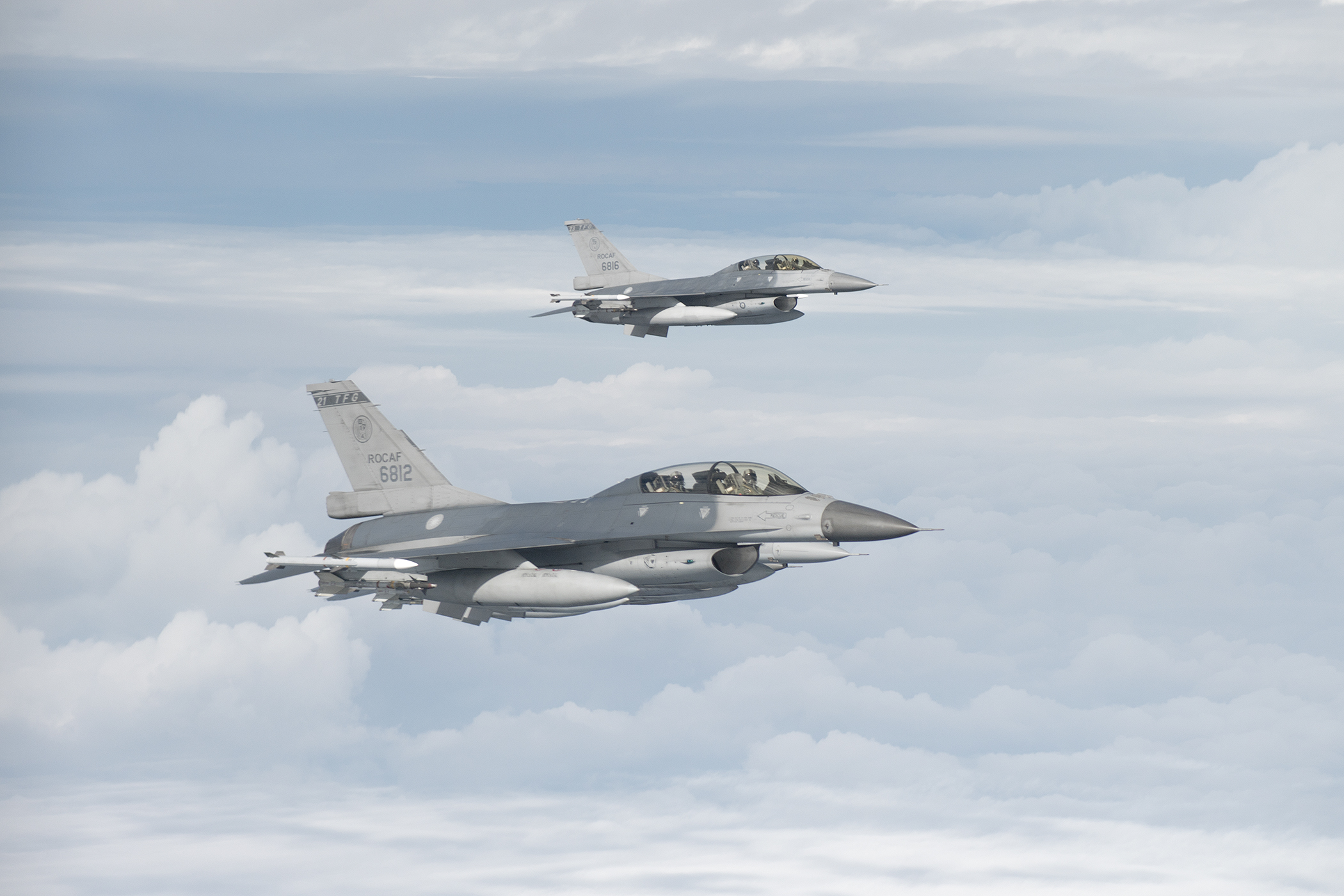
中華民國空軍2架F-16B，分別為6812（93-0833）、6816（93-0837）

F-16A/B Block 20為美國洛克希德·馬丁公司自1997年起陸續交付中華民國空軍的一系列F-16戰隼戰鬥機，美方稱之Block 20，即第20批次生產版本。機體以批次15 OCU為基礎，機翼與機尾為批次52的混合機型，航電以北約F-16A/B MLU（Mid Life Upgrade）方案標準為基礎改進，具備超視距作戰、精確對地和反艦能力；總計生產150架，截至2022年保有140架在役。
自2018年開始，空軍已陸續將旗下F-16A/B Block 20升級為F-16V標準（空軍代號F-16AM/BM），而全數F-16A/B Block 20的升級計畫已於2023年12月完成。

## 歷史

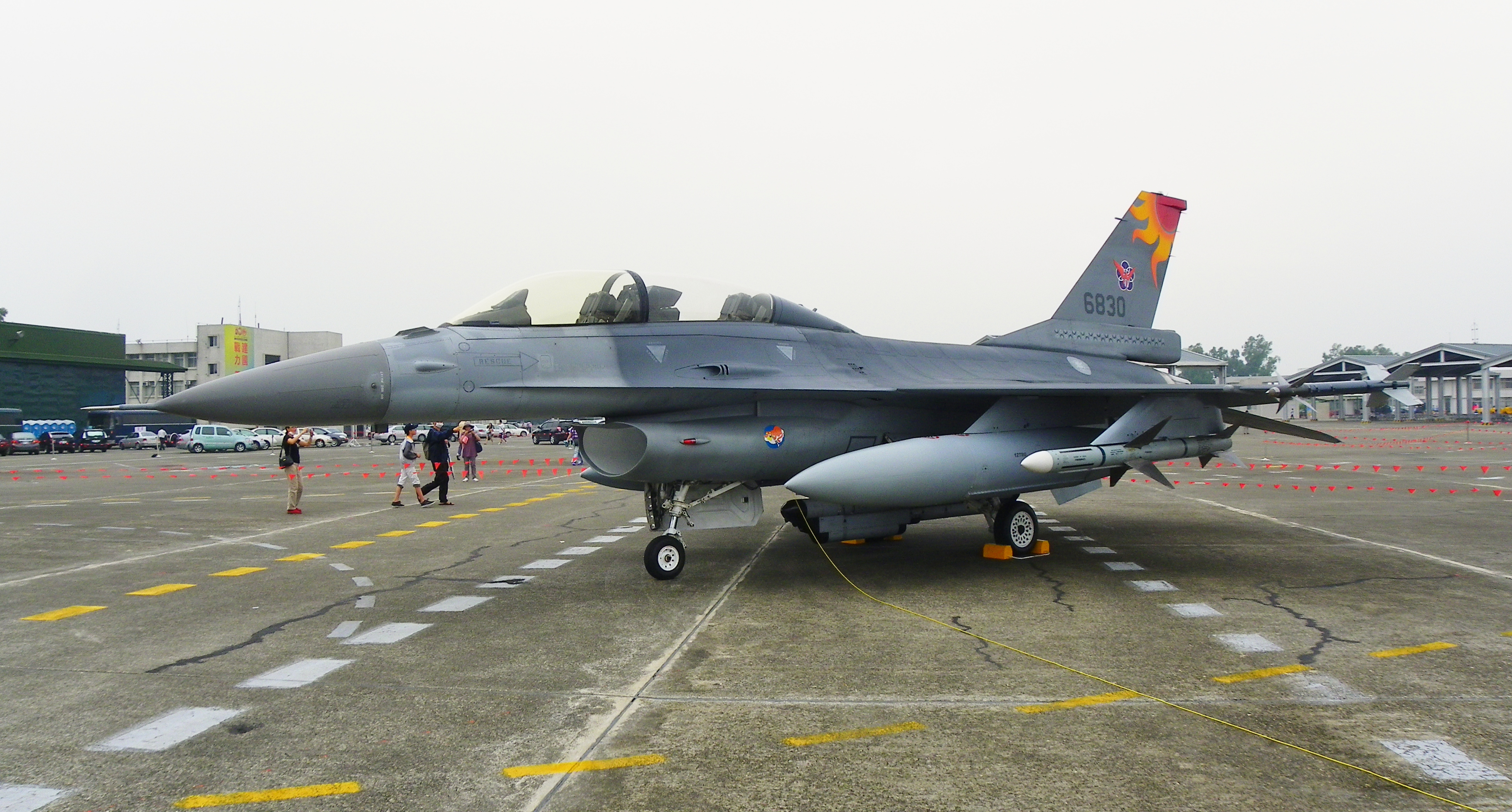
中華民國空軍F-16B戰鬥機掛載AIM-7M飛彈和AIM-9M飛彈

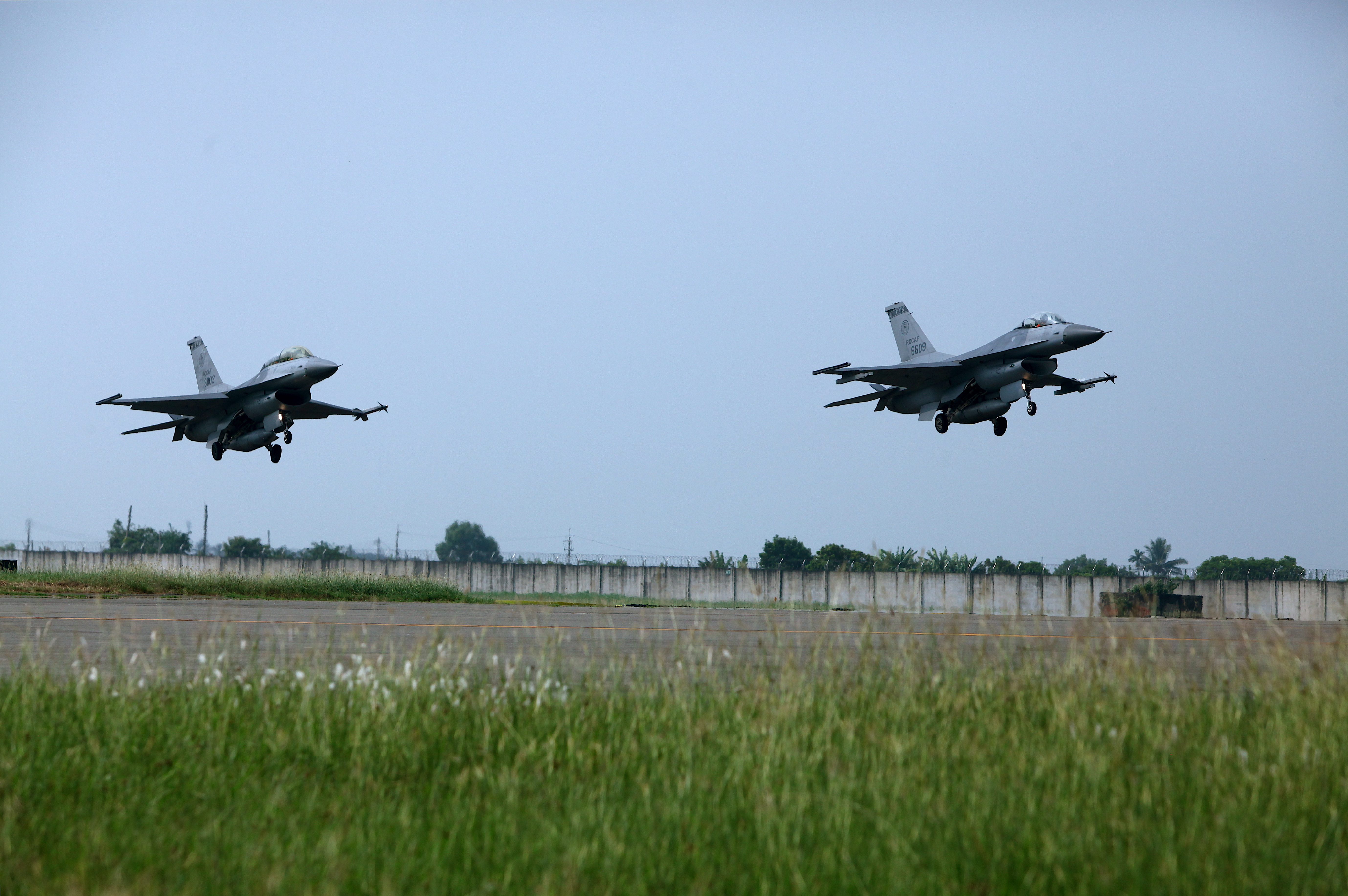
中華民國空軍F16戰鬥機

冷戰時期，中華民國空軍倚靠美製戰機保障制空權，自1970年代F-16進入美國空軍服役之後，在每年的美台軍售會議上皆出現向美國要求採購F-16的提案。在吉米·卡特政府執政時期，通用動力針對無法獲得美國國務院審核的潛在客戶提出使用F-4幽靈II戰鬥機上的J79渦輪噴射發動機，動力的降級版F-16：F-16／79計畫，據信便是為了爭取中華民國訂單而研製。但使用前代發動機的F-16／79性能不如一般F-16，而有足夠經費採購F-16的國家美方多半願意提供標準版本的F-16，降級版本的F-16/79自然不受大多國家重視。在1980年代因雷根政府簽署817公報，更讓出售F-16給中華民國空軍的希望渺茫。
至1980年代後期，中華民國空軍主力的F-104戰機因為接近壽命終期，妥善率偏低，除了嚴重影響空防任務之外，也造成多起墜毀意外和飛行員的折損。
1989年5月，中華民國參謀總長郝柏村訪問法國之後，達梭集團同意出售幻象2000-5戰鬥機60架，中華民國空軍方面並且保留後續60架戰機的採購選擇權。一般相信，這件軍售案給予美國政府某種程度的衝擊。1992年9月3日時任美國總統的老布希在美國總統選舉競選期間宣布同意通過美國對外軍售途徑，出售中華民國150架F-16戰機，包括120架F-16A與30架F-16B，總金額達到60億美金。這個採購計畫美方命名為「和平鳳凰」（PEACE FENGHUANG），中華民國方面則命名為「鳳凰計劃」。
雖然當時通用動力公司在德克薩斯州沃斯堡工廠在量產的機種為F-16C／D，而且這也是中華民國空軍的首選，然而通過批准出售的是A／B型，要複刻舊機勢必會增加成本及後續的各種難題；最後在雙方協調後生產了一種獨一無二的A／B型，這個批次使用了批次15 OCU的後期型的機身為基礎、批次30／40的機翼、批次52的機尾與垂直尾翼，批次42有掛載點的進氣道，搭配當時歐洲四國正在進行中的中期壽命升級（MLU）計畫的航電設備標準，以及批次32的動力系統：普惠公司的F100-PW-220發動機，成為獨一無二的型號：F-16批次20。
和平鳳凰計劃雖為中華民國戰機提供及時雨，但當時的中華民國空軍估計需要450架左右規模的先進戰機，先後購入的三款機型總數仍不到這個門檻，因此還有大約一個聯隊左右，在1980年代末期製造的F-5E/F C構型機仍在服役；這批戰機服役20年後，約自2005年起陳水扁政府執政時中華民國空軍開始向美國爭取採購至少66架的F-16C/D取代F-5機隊，但美國基於中華人民共和國抗議又顧及中國大陸市場的經濟貿易下的美國國家利益及諸多理由加總下F-16增購計畫美方長期未能允諾。直到2019年才成功增購F-16C/D Block 70。
面對中國大陸及台灣雙方空中戰力落差逐漸彌平甚至不利的狀態，2011年9月22日美國政府通知中華民國政府的軍售項目，提供了F-16的全面升級計畫。美國方面釋出的清單包括換裝主動電子掃描陣列雷達、聯合頭盔瞄準系統、AIM-9X響尾蛇空對空飛彈、AN/ALQ-213電子戰管理系統、聯合直接攻擊彈藥、Have Glass II 電磁波吸附匿蹤塗層，以及計畫研究換裝F100-PW-229發動機等，之後實際升級並未更換發動機而是沿用原有的F100-PW-220發動機。而美國部分參議員與眾議員則希望歐巴馬當局批准F-16C/D對台軍售案，一方面可以滿足中華民國的要求，二方面可以讓即將關閉的F-16生產線延長一段時間，解決美國嚴重的失業率；後來就美國官方的說法，美方並未排除日後售台F-16C/D的可能性，此一說法就是先將國軍F-16A/B增強一定程度的戰力，以達到平衡解放軍的威脅。
2012年10月，洛馬公司贏得美國政府價值18.5億美元的合約，為中華民國145架F-16A/B戰鬥機升級航電系統。洛馬公司稱，升級包括安裝主動電子掃描陣列雷達，嵌入式全球定位系統，升級電子戰和其他航電系統。在雷達來源部分，中華民國空軍決定交由洛馬選擇與美軍同樣的雷達款式，2013年8月1日，洛克希德馬丁宣布由諾斯洛普格魯曼的SABR雷達贏得競標，升級工程除了前2架在美國實施外，大部分改裝業務由漢翔工業在台灣進行，2016年至2021年完成作業。
2015年10月21日，洛克希德馬丁公司在公司官網上宣布，換裝主動電子掃描陣列雷達（AESA）等設備的F-16V已於16日在德州沃斯堡（Fort Worth）基地完成首度試飛。該架完成性能提升的F-16A戰機隸屬中華民國空軍（美軍序號93-0702，國軍序號6601），這也是全球首架F-16V型戰機完成試飛，另一架由雙座機改裝（美軍序號93-0822，國軍序號6801）。在中華民國空軍服役的F-16機隊首架鳳展計畫驗證機在2015年11月11日進廠，2023年12月3日全數改裝完成，「鳳展專案」改裝141架F-16A/B戰機，扣除洛馬在美改裝的兩架原型機，由漢翔實際執行的構改為139架次。

## 換裝過程
- 1996年7月，中華民國採購的第一架 F-16A 戰機正式出廠。
- 1997年4月14日，首批2架 F-16A/B戰機（單座6609(美軍代號：93-0710)、雙座6810(美軍代號：93-0831)）飛抵嘉義基地455聯隊。
- 1997年4月19日，中華民國舉行 F-16A/B 戰機接機典禮。
- 1997年10月4日，中華民國第一個換裝 F-16A/B 戰機的第21中隊在嘉義基地編成。
- 2001年12月18日，中華民國第一個換裝F-16A/B戰機的第455聯隊，包含第21、22、23作戰隊正式成軍。
- 2001年2月5日，401聯隊黃仁廣與熊厚基兩位飛官，駕駛編號6821號F-16戰機，在屏東海域以AGM-84魚叉反艦飛彈完成空對海靶船攻擊，成功創下全球首次以F-16發射魚叉飛彈的紀錄。
- 2002年1月16日，中華民國第二個換裝 F-16A/B 戰機的第401聯隊，包含第17、26、27作戰隊、第12偵照隊在花蓮基地正式成軍。

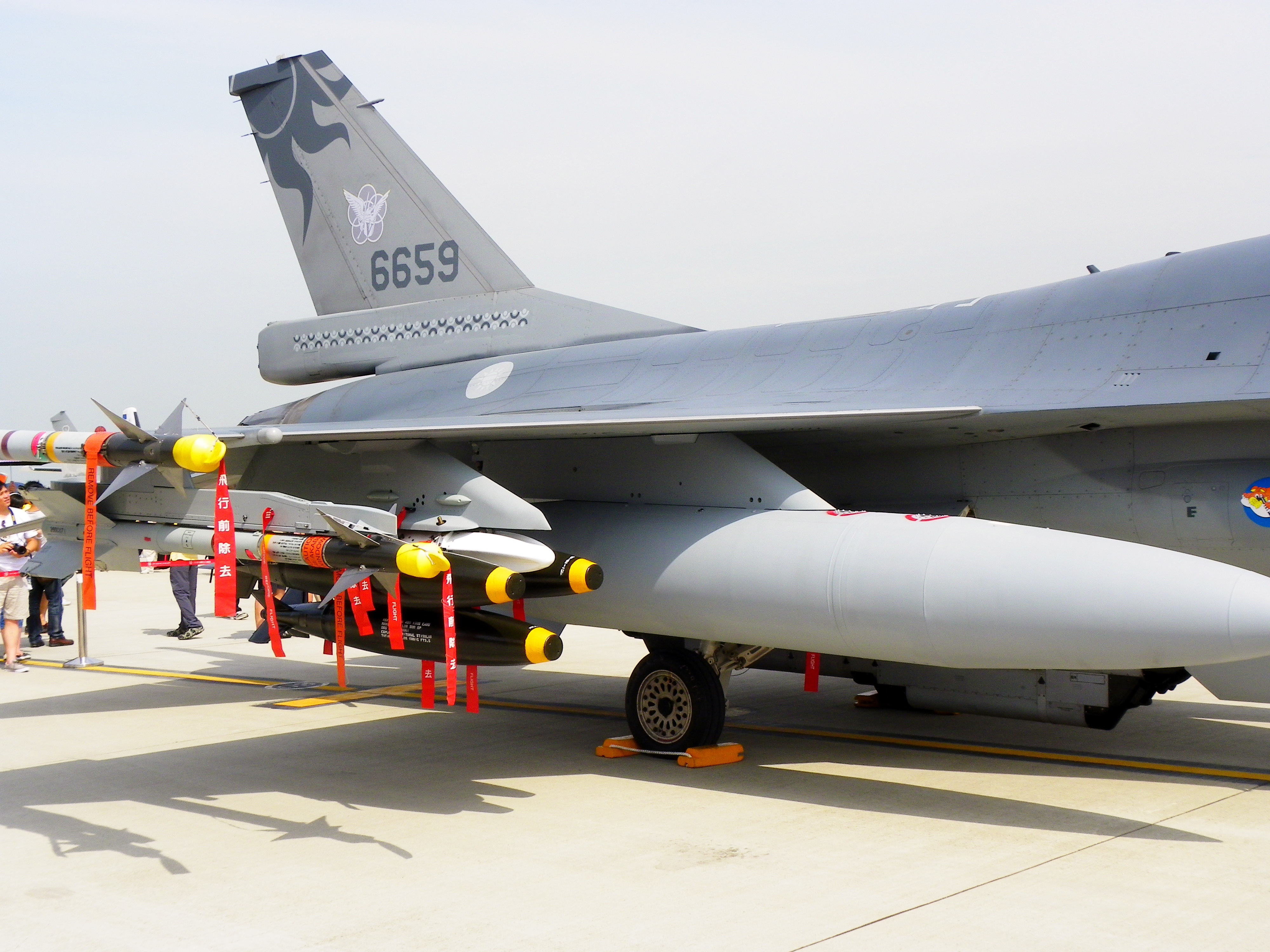
401聯隊F-16機尾的黑色馬拉道太陽神光芒圖騰

- 2004年，401聯隊改編大隊編制成立作戰隊，戰機直尾翅隊徽也必須由五大隊「飛虎」隊徽改為第401聯隊「飛鷹」隊徽，為了敦親睦鄰，所以挑選編號「6830」的F-16B作為聯隊長座機、編號「5401」的F-5F戰機為作戰隊長座機，在尾翅部分圖案以阿美族守護神「馬拉道」太陽神的光芒圖騰為主軸，配合聯隊「飛鷹」隊徽，本圖案被製造商洛克希德･馬丁公司讚為全球最美的塗裝。
- 2015年11月11日，首架在臺改裝的鳳展計畫驗證機6626進廠
- 2017年1月，6架F-16A/B擔任改裝先導型戰機（單座6612、6632、6658，雙座6802、6811、6819）飛抵清泉崗漢翔廠區，進行翻修與改裝。
- 2018年6月，F-16V先導型戰機進行滑行測試。
- 2018年8月23、26日，F-16V先導型單座戰機（編號6612）進行飛行測試。
- 2018年10月19日，首架F-16V先導型單座戰機（編號6612）飛抵嘉義四聯隊空軍基地[13]。
- 2023年12月3日，最後一架F-16V戰機（編號6805）改裝機試飛，漢翔公司於2023年12月舉行「鳳展專案」完成儀式[12]。

## 飛機結構與裝備
批次20是以批次15OCU的後期型機身結構為製造基礎，而批次15OCU的後期型特色則是採用批次50／52的機翼和後機身，強化原先F-16A的結構缺點。因此在機身空重部分高於批次32，低於批次52。進氣口更換為兩側下方增設硬點結構的批次42架構，可攜帶低空導航暨夜間紅外線標定筴艙（LANTIRN）外銷版AN/AAQ-20探路者導航夾艙與AN/AAQ-19神射手標定夾艙。其進氣口為F100-PW-220構型，直徑較小，不適用C/D批次50/52進氣量較大的F110-GE-129或F100-PW-229發動機。

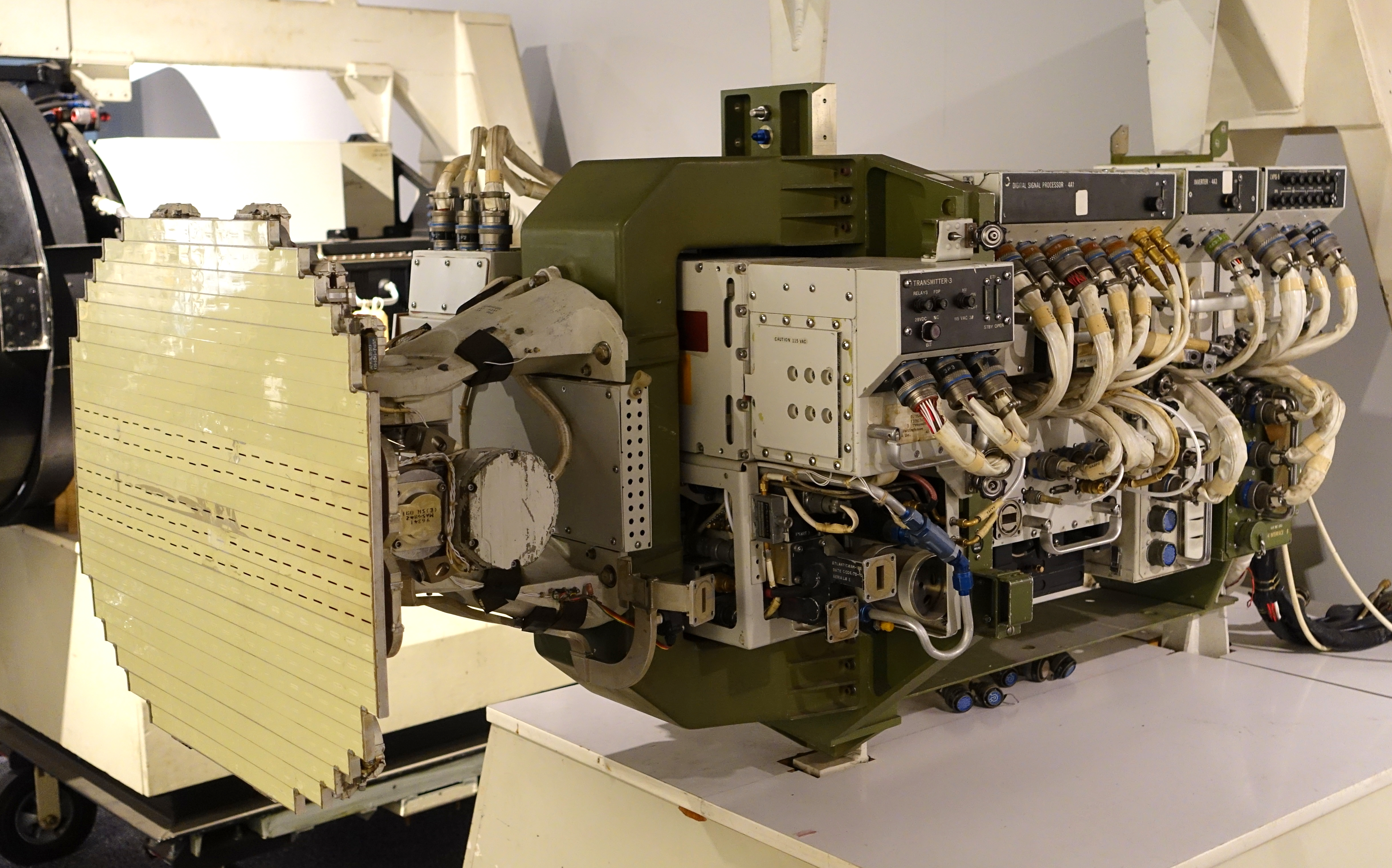
裝備於F-16A/B機頭上的AN/APG-66脈衝都普勒雷達

批次20裝備A/B型使用的AN/APG-66脈衝都普勒雷達，中華民國空軍使用的型號為AN/APG-66(V)3，最大探測距離約為150公里，輸入功率為3.58kVA，共購買157具。與歐洲國家中期壽命升級的(V)2A不同，(V)3為配合麻雀飛彈需要的半主動雷達導引，增加了連續波發射組件，提供連續波照明模式供飛彈射擊指揮用，同時因早期鳳隼案時美國並未出售中華民國AIM-120，故將AIM-120的導引能力暫時鎖起，直到2000年美國政府宣布同意出售中华民國AIM-120後才將此能力回復。除此之外AN/APG-66(V)3和APG-66(V)2A能力大致相同，如最大探測距離180公里、能追蹤十個目標並導引飛彈打擊其中六個。
批次20和批次15OCU一樣都是使用F100-PW-220渦輪扇發動機。特點是採用數位控制系統，改進先前型號的缺點和提高可靠度。最大軍用推力14,370磅（63.9 kN）、最大後燃推力23,770磅（105.72 kN）。
批次20使用的航電系統多半與歐洲北約國家在1980年代實施的MLU計畫相同，飛控電腦為德州儀器公司的模組化任務電腦（MMC，MMC-3000）、搭配費爾蔡防衛公司（Fairchild Defense）的數位化地形系統，資料顯示則是由漢威公司的彩色陰極射線顯示器，座艙內部儀錶板與夜視鏡相容，不過座艙罩上並未鍍上降低電磁波反射的金膜。批次20雖然是新生產的飛機，然而機上的線傳飛控系統仍然沿用F-16A的類比系統，而非F-16C的數位系統，也因此無法與完整版的LANTIRN莢艙進行整合。2001年因採購AIM-120，批次20機隊將任務電腦升級至MMC-3051標準。
批次20主要的電子自衛系統是AN/APX-113(V) 先進敵我識別器及AN/ALR-56M雷達預警接收器，搭配AN/ALE-47反制灑布器提供基本的電磁波辨識、警告及自衛機能。ALR-56M先後在2006年、2016年兩度升級更新；除了被動防禦偵檢硬體，1994年美方同意出售80套AN/ALQ-184(V)7電子干擾莢艙，這一款電子干擾莢艙也在後續升級中整合入AN/ALE-50拖曳誘餌系統，為F-16提供較充分的電子作戰自衛能力。
1998年6月，美國另外同意出售28套LANTIRN外銷版莢艙，總價值1.6億美金，這一批莢艙雖然沒有原版LANTIRN的完整功能，包括自動地形追沿與迴避，以及自動指派目標給紅外線影像導引的小牛飛彈，但是仍讓批次20機隊得到了夜間低空作戰能力。
除了與戰鬥相關的系統，在和平鳳凰計劃執行時空軍同時以「鳳眼計畫」採購掛於機腹的偵照莢艙，使F-16具備偵察機的能力，莢艙軍規編號AN/VDS-5 LOROP-EO。此裝備實際籌獲始末空軍並未公開資料，外界僅知採購10組，在2000年派遣相關人員赴美接受訓練，略約在2004年該批裝備解繳給中華民國空軍第12戰術偵察機中隊服役，此偵照莢艙具有光學、紅外線影像偵照功能，採數位化記憶體儲存影像資料。偵照距離有兩種說法：50海浬以上（92.6公里）與70海浬（129.64公里）。

### 武器系統

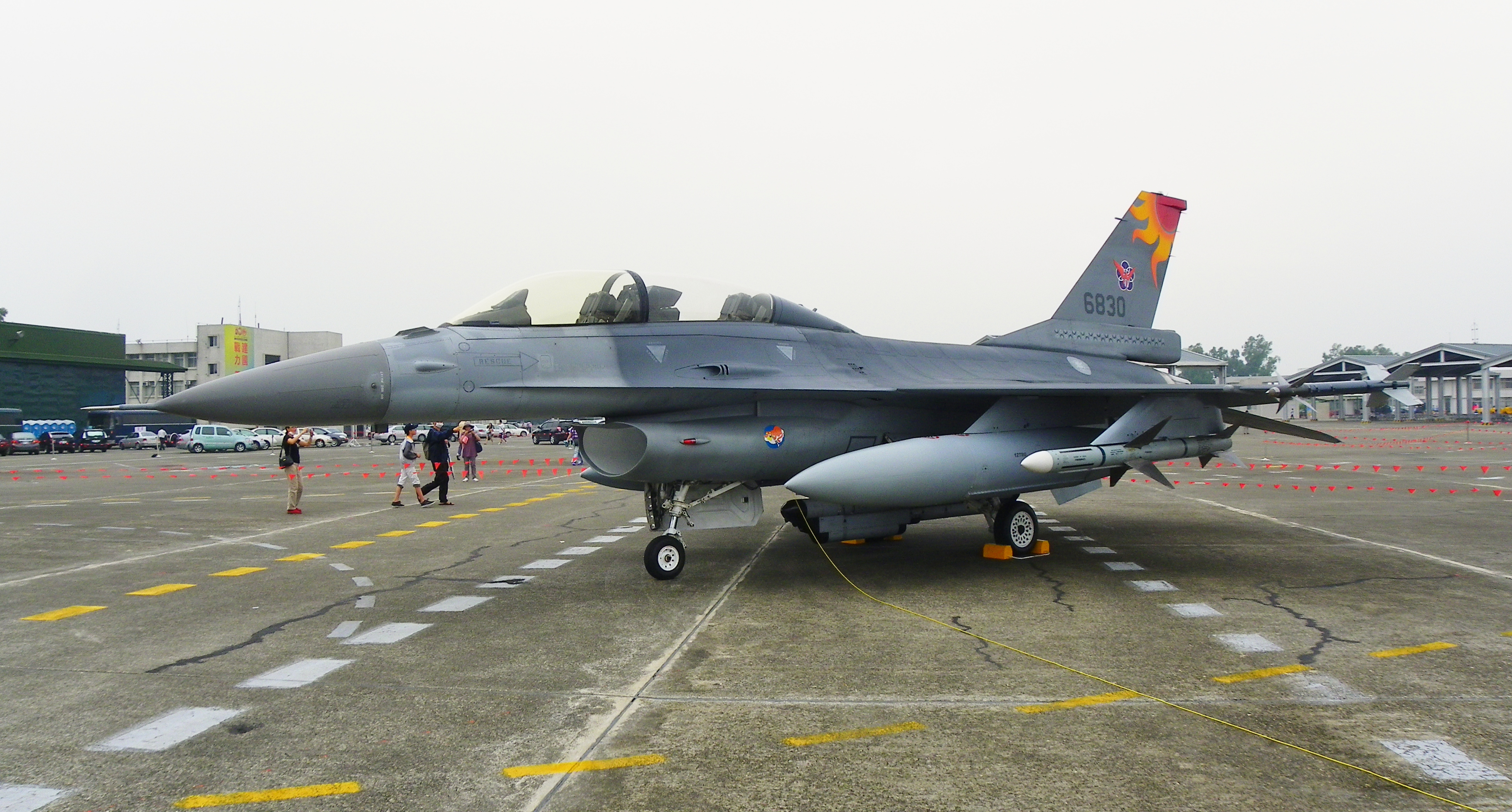
中華民國空軍F-16B戰鬥機掛載AIM-7M飛彈和AIM-9M飛彈

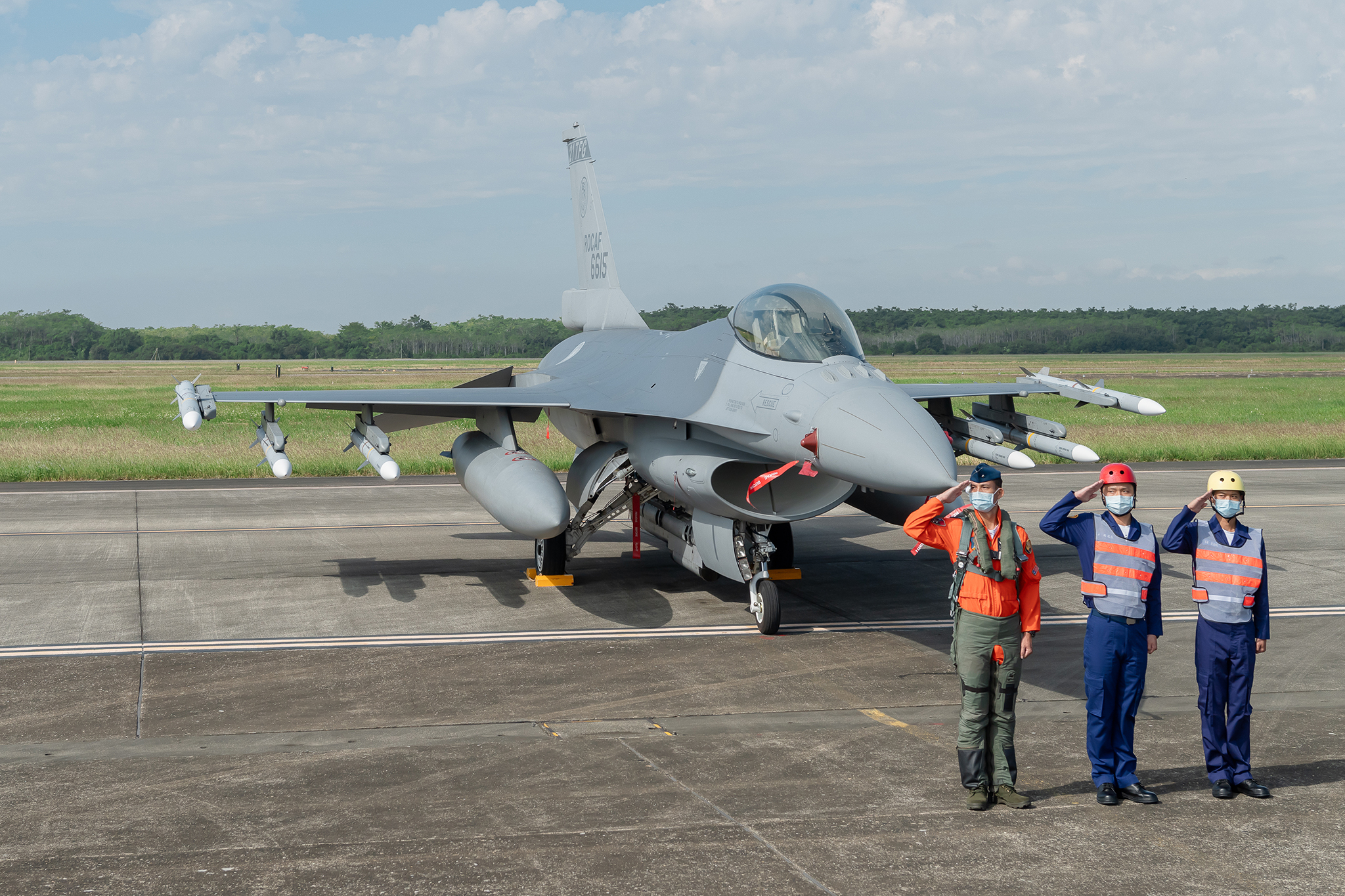
中華民國空軍F-16AM(6615)掛載6枚AIM-120飛彈

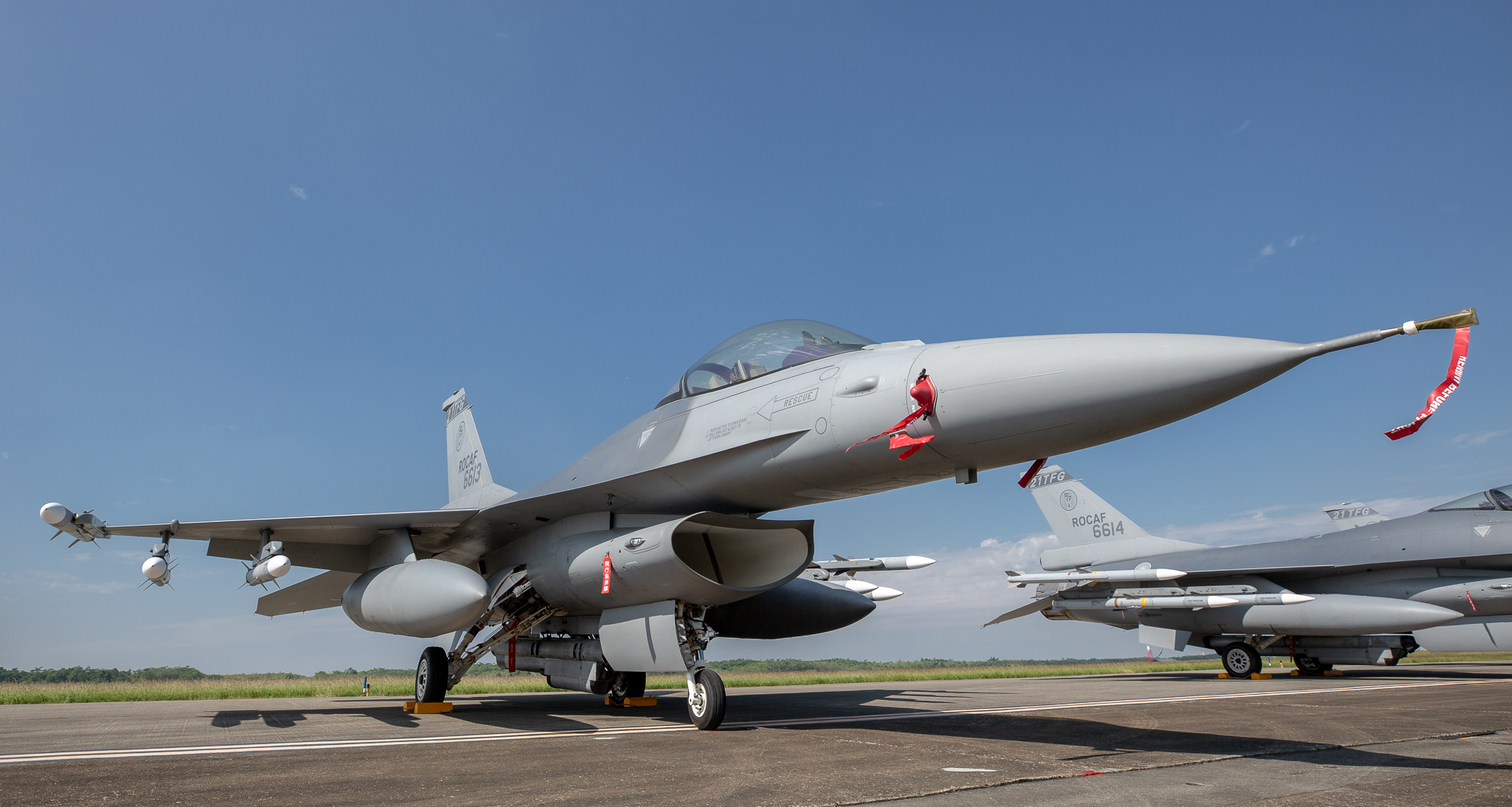
中華民國空軍F-16AM(6613)掛載6枚AIM-120飛彈

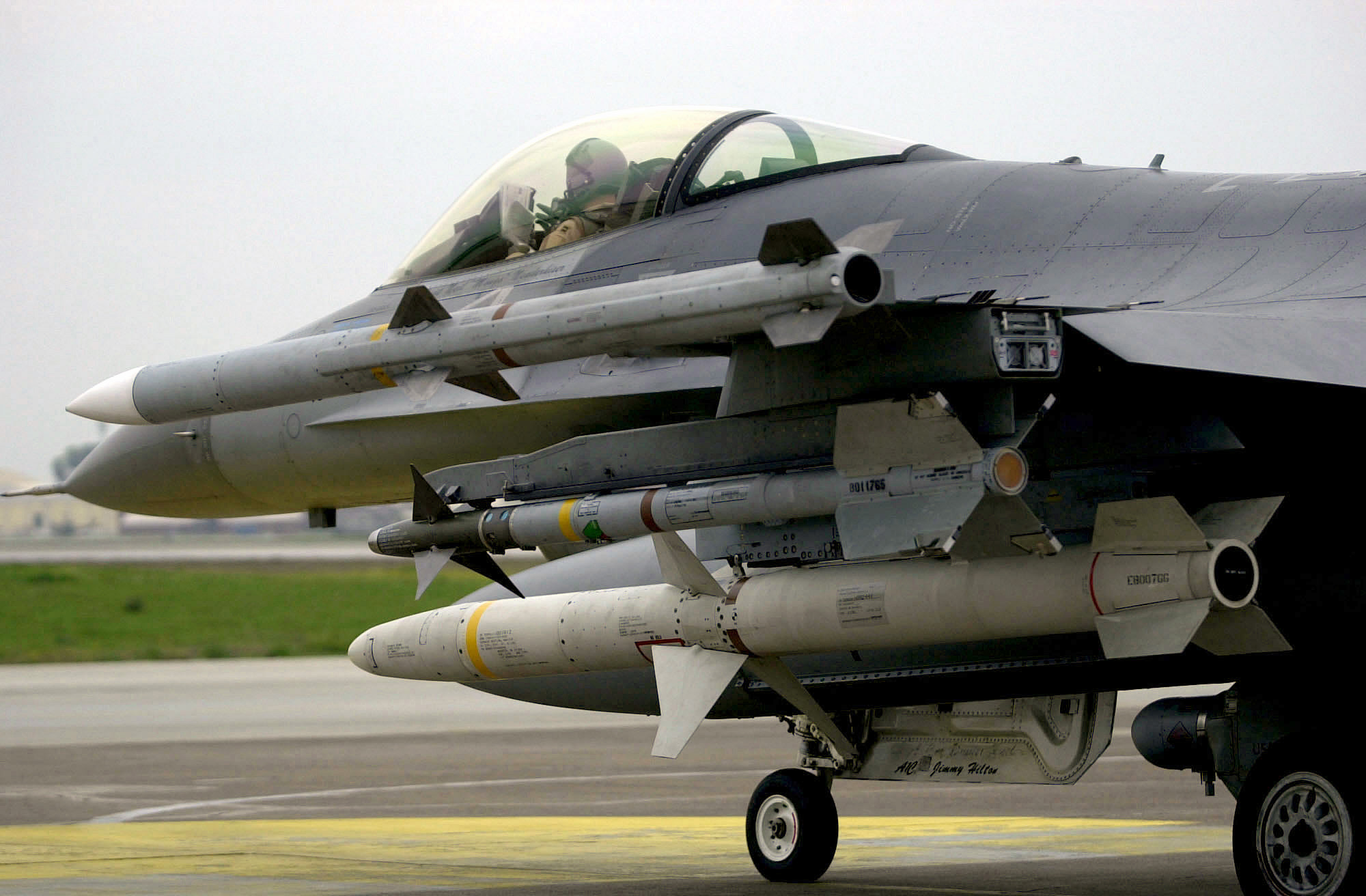
F-16上的AIM-120、AIM-9M、AGM-88

連同批次20一起購入的武器以空戰用為大宗，包含600枚AIM-7M麻雀、900枚AIM-9M響尾蛇空對空飛彈。這是中華民國空軍第一次使用AIM-7M，可是半主動雷達導引的AIM-7M飛彈限制了中華民國空軍使用的F-16戰機的視距外作戰接戰能力，也是1990年代新一代戰機服役初期視距外作戰較弱的一型機種。
制空武器的釋出進度較其它裝備迅速，2000年，美國政府允許出售200枚AIM-120C-5先進中程空對空飛彈，該批飛彈於2002年陸續交運，介面整合也在交貨期間陸續完成，首度被外界拍攝到掛彈升空訓練則是2004年9月21日。採購的AIM-120首度實彈射擊則是在2003年由駐美國代訓的第21戰鬥機中隊執行。
2007年，美國政府同意出售218枚AIM-120C-7先進中程空對空飛彈、235枚AGM-65G-2小牛飛彈、60枚AGM-84L魚叉反艦飛彈、以及50組將AGM-84G升級為AGM-84L的升級套件。
神射手莢艙運交前，中華民國空軍的F-16原本僅具有投擲傳統無導引空用炸彈以及電視導引小牛飛彈的能力。配合神射手莢艙之後，F-16將能夠以雷射標定目標，投擲現役GBU-10鋪路二型與GBU-12鋪路二型雷射導引炸彈。

### 升級
自美國運交F-16後，因為持續購入新武器，機隊一直在執行小規模的升級，但都以更換電腦軟體、改善介面等次系統居多；全面性升級計畫是跟隨美軍計畫，升級清單在2011年9月22日美國發佈的對台灣軍售清單中詳列。雖然美軍因強制預算樽節計畫一度讓F-16延壽改良計畫陷入停擺風險，但後來在拆開計畫、並由中華民國空軍負擔計畫費用下最終專案順利續行，升級型機種原廠稱為F-16V（升級後的F-16A/B Block 20戰機，空軍內部正式名稱為F-16AM/BM，不過對外為了省事，都只稱F-16V）。
- 性能提升項目：
  - AN/APG-83主動電子掃描陣列雷達（諾斯洛普格魯曼 SABR,Scalable Agile Beam Radar 可變敏捷波束雷達）
  - JHMCS聯合頭盔瞄準系統
  - AIM-9X響尾蛇空對空飛彈
  - AN/ALQ-213蝮蛇之盾電子戰管理系統
  - JDAM聯合直接攻擊彈藥
  - Have Glass II電磁波吸附匿蹤塗層
  - 換裝F100-PW-229發動機先期研究（後因預算問題，構改升級型並未更換發動機，沿用原本F16A/B發動機F100-PW-220）
  - 更換重型起落架[17]

- 2018年（民国107年）度鳳展計畫後續追加性新台幣196億2,376萬4,000元預算性能升級項目
  - DRFM電戰莢艙（仍沿用F16A/B原本的ALQ-184,因為實際升級後的電戰莢艙型號尚未確定）
  - MTC任務訓練中心
  - SNIPER目標標定莢艙
  - BRU-57複式炸彈架
  - NVG夜視鏡
  - AN/ARC-210跳頻無線電
  - AGM-88 HARM高速反輻射飛彈
  - AGM-154聯合戰區外武器

2018年8月15日，國軍通過鳳展機的追加預算，除了原先美國公布的精準彈藥外，另外納入了自動防撞地系統(AGCAS)，提高低空飛行安全 ，但因仍需系統整合，後續構改升級完成的F16AM/BM尚未安裝自動防撞地系統，預計將於2023年11月起為F16AM/BM開始加裝自動防撞系統。
2019年國防部送交2020年預算書中，提出將在2020至2024年編列新台幣98億1,797萬8,000元，採軍購途徑購入MS-110偵照莢艙替換現役的AN/VDS-5 LOROP-EO。MS-110為柯林斯航太公司研製之偵照莢艙，具備多頻譜、全天候、高解析度影像觀測能力，有效偵照距離超過80海浬（148.16公里）。此距離可使RF-16在海峽中線以西即可拍攝到部分中國大陸沿岸動態，我國於2020年10月向美方採購六套可供F-16掛載的「MS-110」新式偵照莢艙，總預算約新台幣96.3億餘元。主要裝備可於2025年完成交運，2026至2029年為美方後續維持的相關訓練丶維護及服務工項。
貝宜系統將升級F-16飛控電腦，預算9,200萬美元，預計2027年6月20日完成。
2023年12月19日，隨著最後一架F-16A/B戰機完成改裝，所有F-16 Block 20均已升級至F-16V標準。

## 失事紀錄
- 1998年3月20日澎湖花嶼外海，（編號6828）的F-16B在執行任務掌握飛行TMT時，飛官溫進嵩少校、章嘉成上尉失蹤[23]。
- 1999年1月25日台東太麻里山區，（編號6813）的F-16B在執行太康儀器穿降飛行時撞山失事墜毀，研判航太偏航指示器故障產生誤差，使飛行員未能及早察覺異狀。空總考核官張嘉鯤中校、戴維康少校殉職[23]
- 1999年6月1日綠島西南22浬外海，（編號6638）的F-16A在晚間2029時實施夜航訓練，飛官許君威少校失蹤[23]。
- 1999年8月18日嘉義空軍基地，早上0858時，飛行編隊中的4號僚機編號6689的F-16A因起落架故障，由編號6680的3號僚機（同為F-16A）伴飛執行精確編隊進場科目，（編號6680）F-16A發動機推力消失落後於4號僚機之後，墜毀於主跑道南側盡頭6000公尺處，飛官林更生少校49m高度彈射逃生，雙腿骨折送醫[23]。
- 2008年3月4日花蓮外海，（編號6706）的F-16A在晚間1850時執行空中夜間攔截演練，於28分鐘後因不明原因在距離花蓮基地約太康124度42浬的海面上失去聯繫，飛官丁世寶少校失蹤[24]。
- 2013年5月15日嘉義外海，一架（編號6622）的F-16A於下午2點起飛後，在2點半向塔台回報飛機出現疑似機械故障造成墜機，吳彥霆中尉獲救送醫。

- 2016年1月22日，中華民國空軍派駐美國路克空軍基地受訓少校飛行員高鼎程，在美西當地時間21日9時，約台灣時間22日零時，駕駛F-16A（美方編號93-0711）與美國空軍進行空戰訓練時，不幸墜毀於亞利桑納州亞瓦派郡巴格達鎮附近山區，飛行員遺體已經由美方尋獲。國防部長高廣圻頒授旌忠狀、追頒干城甲種二等獎章、高鼎程追晉中校[25]。

- 2016年10月5日，一架隸屬於空軍嘉義455聯隊、（編號6814）的F-16B雙座戰鬥機由中校分隊長金琮傑，帶領中尉飛官黃勇騰執行飛行訓練，於上午10點49分降落時，左方主輪發生抖動現象，戰機因此偏離跑道中線，無法有效煞停，最後停止時已在跑道邊，險些衝出跑道外，而機上飛行員平安無事，軍方初步檢查發現左側主輪有鬆動現象，進而導致煞車功能受損，飛行員立即透過仰角搭配風阻減速，雖然比正常訓練多滑行一千多英尺，但因處置得宜，兩名飛行員都平安，空軍司令部也證實此事。飛機拖回機棚檢視未發現其他損傷，地勤人員清理跑道後，約下午二時重新開放。機輪抖動故障原因，將會同美方技術人員鑑定檢查[26]。

- 2018年6月4日，空軍司令部證實，一架F-16A 單座戰機（編號6685），下午1時9分由飛行官吳彥霆少校在北部空域執行演訓任務時，光點在下午1時43分消失，座標為N25-05、E121-45，已啟動搜救機制全力搜尋。吳彥霆2013年駕駛單座F-16戰機也曾因機械因素失事獲救，軍中長官形容吳彥霆冷靜沉。國搜中心集結，並由空勤總隊搜索，另外，國防部出動S-70C型機、編號C-493起飛前往搜尋[27][28]。軍方證實殉職[29]。2018年6月14日中華民國總統府發布總統令，追晉故空軍少校吳彥霆為空軍中校，此令自中華民國107年6月4日生效[30]。
- 2020年11月17日，一架F-16A戰機（單座機，編號6672），晚間6時5分從花蓮起飛執行夜航訓練，6時17分光點從雷達消失，失蹤位置在花蓮機場東北面9浬，駕駛員為空軍第26作戰隊隊長，蔣正志上校失蹤[31]。2021年5月27日總統府公布總統令，追晉故空軍上校蔣正志為空軍少將，此令自中華民國110年5月17日生效[32]。
- 2022年1月11日，一架F-16AM戰機（單座機，編號6650、序號93-0751），14時55分從嘉義起飛執行例行訓練，15時26分於水溪靶場週邊光點消失，失蹤位置在嘉義北港溪出海口一帶，駕駛員為空軍官校106年畢業上尉陳奕，2022年1月14日殉職，2022年1月25日總統府公布總統令，追晉故空軍上尉陳奕為空軍少校，2022年1月29日舉辦告別式，骨灰安放碧潭空軍公墓。[33]

## 戰備實錄

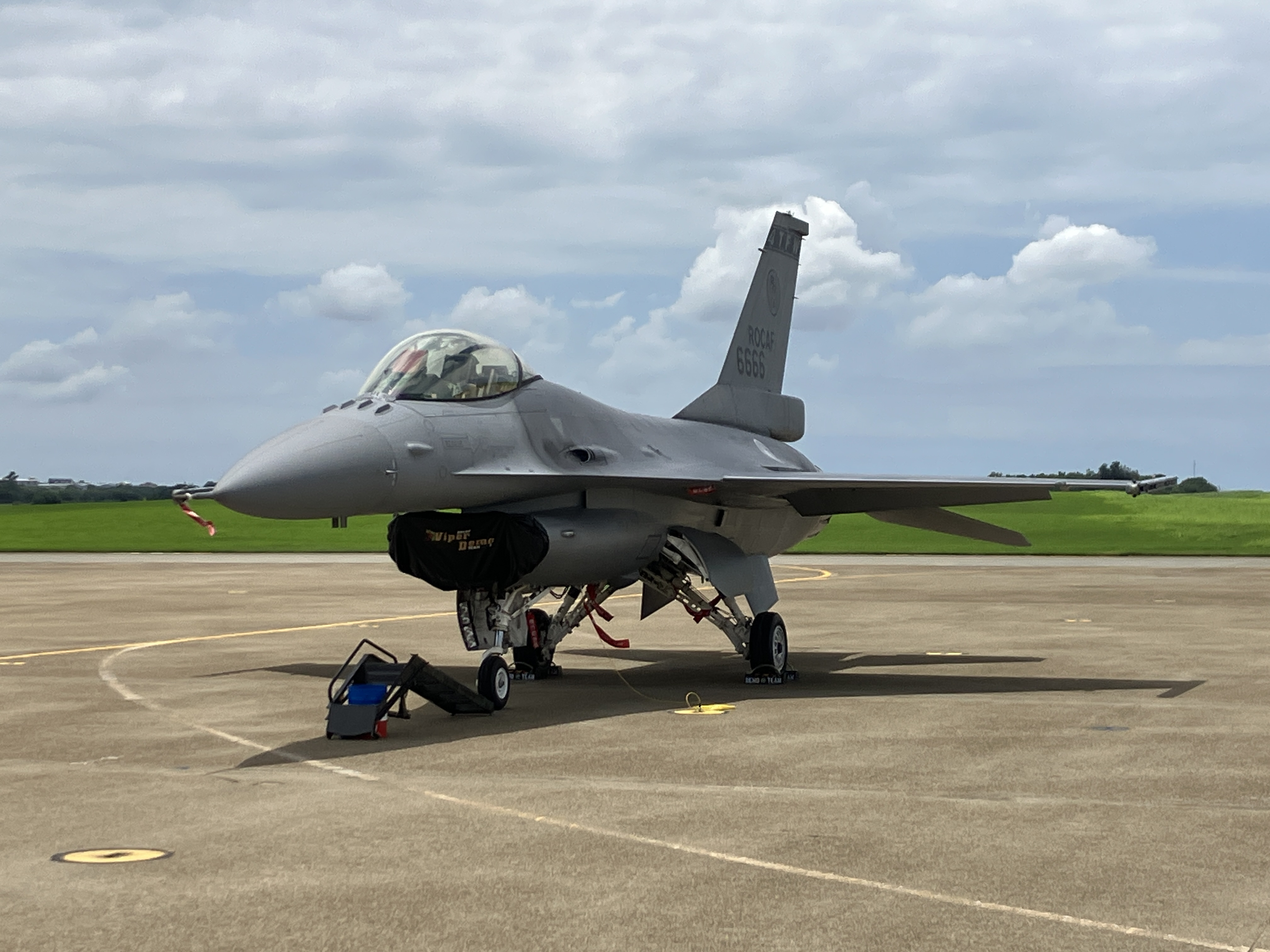
第四聯隊F-16AM

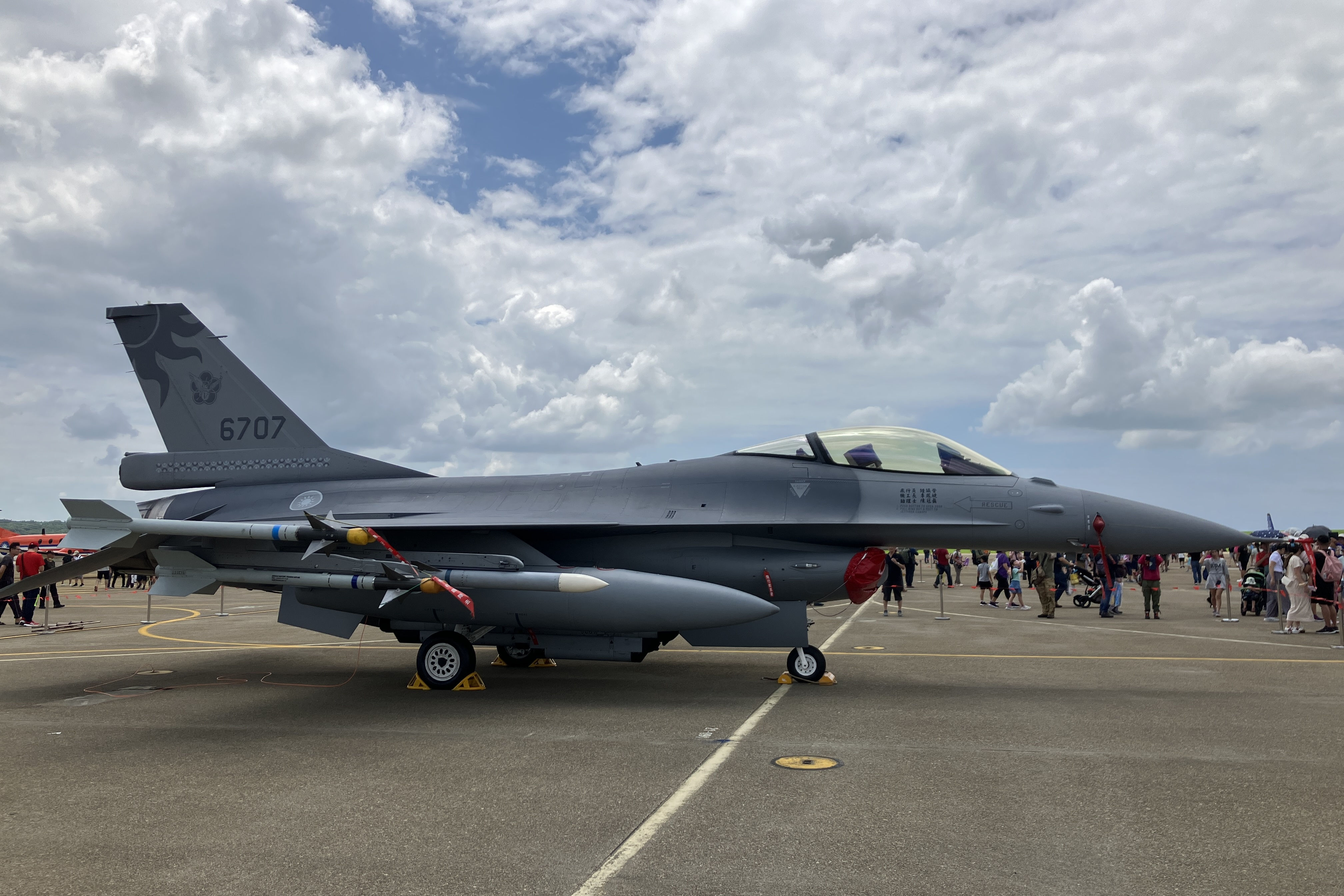
第五聯隊F-16AM

- 2017年9月27日，東森新聞採訪嘉義空軍基地的455戰術戰鬥機聯隊，該聯隊戰力展示在待命室待命的飛行員，完成戰機6分鐘升空攔截。
- 2017年9月30日，中國中央電視台首次播放中國人民解放軍空軍的轟-6K轟炸機於2015年3月30日飛越台灣南方海域的巴士海峽時，遭兩架「不明戰機」攔截，和轟6-K最近距離僅十多公尺。兩岸官方皆未證實戰機國籍、機種，但兩岸軍事網站根據外型研判，為中華民國空軍的F-16戰機。
- 2019年10月，三立新聞台《能戰！全民新視界》公布（雙座）6802、6821跟（單座）6609、6623、6631、6653在嘉義基地飛行影片。
- 2019年11月，空軍派出6架性能完成提升的F-16V戰機，首次參與「天龍演習」[34]。
- 2024年5月23日，中國人民解放軍發動2024年環台軍事演練。24日，中華民國空軍公布F-16戰機使用狙擊手先進瞄準吊艙標定轟-6K轟炸機與殲-16戰鬥機的影片。[35][36][註 1]。